# Christopher Wren
Christopher Wren (født 20. oktober 1632, død 25. februar 1723) var en engelsk videnskabsmand og arkitekt, berømt for sin rolle i genopbygningen af Londons kirker efter storbranden i London i 1666.

## Liv og levned
Wren er særlig kendt for sine tegninger af St Paul's Cathedral, en af Englands meget få domkirker opført efter middelalderen og den eneste renæssancedomkirke i landet. Han lod sig inspirere af Peterskirken i Rom, og selv om hans planer blev mødt med stor modstand, lykkedes det ham at give London og England en af dets prægtigste bygningsværker.
Wren blev født i 1632 i Wiltshire som søn af domprovsten i Windsor. Det embede medførte store afsavn for familien under Borgerkrigen 1649-1660. Som dreng mødte han den unge prins Karl, der senere blev konge og ansatte Wren som arkitekt. Han fik sin uddannelse på Westminster School, (hvor rektor Busby i al diskretion gav husly for flere sønner af royalister i vanskeligheder) og Wadham College ved Universitet i Oxford og blev valgt til All Souls. I 1657 begyndte han at undervise i astronomi ved Gresham College, og fire år senere blev han professor i astronomi ved Oxford til 1673. Han var anerkendt som en genial videnskabsmand selv af Newton, der ikke havde tendens til at rose andre. Wren var også medstifter af Royal Society, som han var formand for fra 1680 til 1682.
Hans første virkelige arkitektoniske arbejde var Sheldonian Theatre, som er bevaret i Oxford, og han tegnede flere andre universitetsbygninger i både Oxford og Cambridge som universitetskirkerne ved Pembroke College og Emmanuel College i Cambridge.
Efter den store brand i London blev han valgt som arkitekt på St Paul's Cathedral, da dens forgænger var blevet ødelagt, og derefter helligede han sig arkitekturen. Planlægningen og opførelsen af den nye domkirke varede fra 1675 til 1710, og i mellemtiden tegnede Wren sammen med sine kollegaer Robert Hooke og Nicholas Hawksmoor mange andre bygninger, blandt andre 51 kirker i London som erstatning for de 81, der var brændt, og hvoraf mange er bevaret. Han deltog også i tegningen af Monument for den store brand i London, Royal Greenwich Observatory, Chelsea Hospital, Greenwich Hospital, Marlborough House, Ashmolean Museum i Oxford, Wren Library ved Trinity College i Cambridge og mange andre fremtrædende bygninger.
Christopher Wren blev slået til ridder i 1673 og var medlem af parlamentet fra 1685 til 1688 og fra 1702 til 1705.
Forfatteren John Aubrey skrev, at Wren blev frimurer i 1691.
Wren døde i 1723 og blev begravet i St Paul's Cathedral. En indskrift i domkirken lyder "Lector, si monumentum requiris, circumspice" ("Læser, hvis du søger et mindesmærke, så se dig omkring").

## Wrens større bygningsværker

### Kapeller
- Pembroke College Chapel, Cambridge
- Emmanuel College Chapel, Cambridge
- Catholic Chapel, Whitehall Palace

### Kirker

#### Bevarede
- St Andrew-by-the-Wardrobe, London
- St Andrew, Holborn, London
- St Anne and St Agnes, Gresham Street, London
- St Benet Fink, Threadneedle Street, London
- St Benet Paul's Wharf, Queen Victoria Street, London
- St Bride, Fleet Street, London
- St Clement Danes, Strand, Westminster
- St Clement Eastcheap, London
- St Dunstan in the East, London
- St Edmund the King, Lombard Street, London
- St James Garlickhythe, Garlick Hill, London
- St James's Piccadilly, Westminster
- St Lawrence Jewry, London
- St Magnus Martyr, Lower Thames Street, London
- St Margaret Pattens, London
- St Margaret, Lothbury, London
- St Martin Ludgate, London
- St Mary Abchurch, London
- St Mary Aldermary, Bow Lane, London
- St Mary-at-Hill, Thames Street, London
- St Mary-le-Bow, Cheapside, London
- St Michael, Cornhill, London (tårn og øvre halvdel af hovedbygningen)
- St Michael, Paternoster Royal, College Hill, London
- St Nicholas, Cole Abbey, London
- St Paul's Cathedral
- St Peter upon Cornhill, Cornhill, London
- St Stephen Walbrook, London
- St Vedast alias Foster, Foster Lane, London
- Udvidelse af Protestant Church i Savoy, London
- Ingestre Church, Staffordshire

#### Nedrevne
- All Hallows the Great, Lombard Street, London
- All Hallows, Bread Street, London
- All Hallows, Lombard Street, London
- Christ Church Newgate, Newgate Street, London
- St Alban, Wood Street, London
- St Anne's Church, Soho
- St Antholin, Watling Street, London
- St Augustine with St Faith, Watling Street, London
- St Bartholomew-by-the-Exchange, Exchange, London
- St Benet, Gracechurch Street, London
- St Christopher-le-Stocks, Threadneedle Street, London
- St Dionis Backchurch, Fenchurch Street, London
- St George, Botolph Lane, London
- St Mary Aldermanbury, London (stærkt beskadiget under anden verdenskrig, grunden er bevaret)
- St Mary Magdalene, Old Fish Street, London
- St Mary Somerset, Thames Street, London
- St Matthew, Friday Street, London
- St Michael Queenhithe, Upper Thames Street, London
- St Michael, Crooked Lane, London
- St Michael, Wood Street, London
- St Mildred, Bread Street, London
- St Mildred, Poultry, London
- St Olave Old Jewry, London
- St Stephen Coleman, Coleman Street, London
- St Swithin London Stone, Cannon Street, London

### Universitetskollegier
- Garden Quadrangle, Trinity College, Oxford
- Williamson Building, The Queen's College, Oxford

### Retsbygning
- Court House, Windsor

### Porthælvinge og indgange
- Temple Bar, London
- Tom Tower, Christ Church, Oxford

### Regeringskontorer
- The Custom House, London
- The Navy Office, Seething Lane, London

### Vagthus
- Guard House, Windsor Castle

### Hospitaler
- Royal Hospital, Chelsea
- Royal Naval Hospital, Greenwich
- Morden College, Blackheath (som Greenwich Hospital påtænkt som plejehjem, men for købmænd i stedet for søfolk)

### Huse
- Tring Manor House, Hertfordshire
- Thoresby House, Nottinghamshire
- Bridgewater Square Development, London
- Winslow Hall, Buckinghamshire
- Marlborough House, St James's, London

### Biblioteker
- Lincoln Cathedral Library, Lincoln
- Wren Library ved Trinity College, Cambridge

### Monument
- The Monument, Fish Street Hill, London

### Observatorier og videnskabelige bygninger
- Royal Observatory, Greenwich
- Repository, Royal Society, Crane Court, Fleet Street, London

### Slotte
- Winchester Palace, Winchester
- Catholic Chapel, Council Chamber og Privy Gallery, Whitehall Palace
- Queen's Apartment og Terraced Garden, Whitehall Palace
- South og East Ranges, Hampton Court Palace
- Rekonstruktion af Kensington Palace

### Skoler og universiteter
- Upper School, Eton College, Berkshire
- Writing School, Christ's Hospital, London
- St John Moore's School, Appleby, Leicestershire
- Wren Building ved College of William and Mary, Williamsburg, Virginia, USA

### Teatre
- Sheldonian Theatre, Oxford (ikke til skuespil, men til koncerter og universitetsceremonier)
- Theatre Royal, Drury Lane (er siden blevet udskiftet)